# Відьма (притока Щари)
Відьма — річка в Білорусі у Несвізькому й Ляховицькому районах Мінської й Берестейської областей. Ліва притока річки Щари (басейн Дніпра).

## Опис
Довжина річки 35 км, похил річки 0,8 %, площа басейну водозбору 267 км², середньорічний стік 1,6 м³/с. Формується притоками та безіменними струмками.

## Розташування
Бере початок за 500 м на північно-східній околиці села Слобода. Тече переважно на південний захід через місто Ляховичі і на північно-східній стороні від села Задвір'я впадає в річку Щару (Ляховицьке водосховище), ліву притоку річки Німану.